# Clever abgestaubt

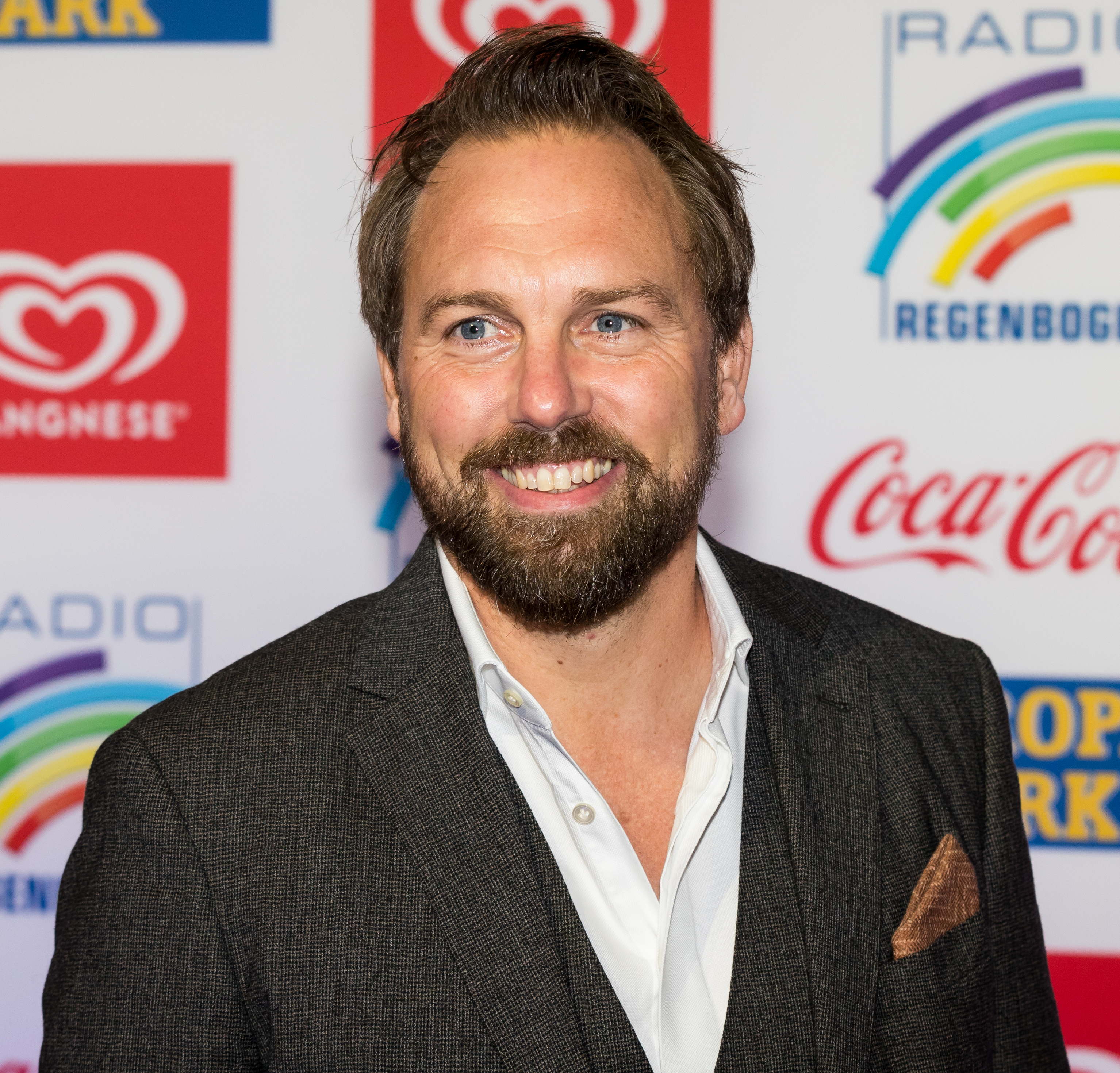
Moderator Steven Gätjen

Clever abgestaubt war eine deutsche Quizsendung, die von April bis Mai 2017 montags bis freitags auf ZDFneo zu sehen war. Die Show wurde von Steven Gätjen moderiert. Sie war die deutsche Version der BBC-Show For What It’s Worth.

## Konzept
In der Show spielten Kandidaten mit ihrem Allgemeinwissen nicht um Geld, sondern erspielten sich durch das Beantworten von Fragen antike Gegenstände, deren Wert sie allerdings nicht kannten. Drei Kandidaten-Duos traten in jeder Sendung an; das Team, das am Ende den größten Wert erspielt hatte, war der Gewinner.

## For What It’s Worth
Das Vorbild von Clever abgestaubt war die englische Fernsehshow For What It’s Worth. Diese wurde am 4. Januar 2016 erstmals auf BBC One ausgestrahlt. Moderator ist Fern Britton. Bislang wurden 48 Folgen in zwei Staffeln ausgestrahlt.

## Einschaltquoten
Die erste Sendung von Clever abgestaubt am 3. April 2017 brachte dem Sender ZDFneo rund 740.000 Zuschauer und einen Marktanteil von 2,8 %. Zuvor hatten Wiederholungen von Bares für Rares auf dem gleichen Sendeplatz bis zu 1,5 Millionen Zuschauer. Die Quoten sanken dann bis zum 7. April auf unter 500.000 Zuseher.